# 衣笠彰梧
衣笠 彰梧（きぬがさ しょうご、11月生 - ）は、日本のゲームシナリオライター・ライトノベル作家。大阪府出身。血液型はAB型。

## 来歴
憧れていたPCゲーム業界に入る事を目指した衣笠は、何かの媒体であかべぇそふとつぅの求人を見かけたという。『魂響〜たまゆら〜』のオープニングが好きだったので応募を決意、シナリオライターとして採用される。
『こんな娘がいたら僕はもう…!!』（2006年、あかべぇそふとつぅ）のシナリオを任されるが、今まで書き物をした経験がなく、最初は苦労するも修正を繰り返す事で徐々に上達していく。『こん僕』はギャグ作品であり、衣笠はギャグを苦手としていたが、書き終えたときには「あれ? ひょっとして向いてるんじゃないか?」という漠然とした自信が生まれていた。なおペンネームの由来は鉄人・衣笠祥雄である。
2008年の『暁の護衛』（しゃんぐりら）でイラストレーターのトモセシュンサクと組んだ。トモセはそのときのことを次のように語っている。
2010年の『暁の護衛 罪深き終末論』で初めてディレクターも担当した。
2011年に『てぃ〜ぐる』をトモセとともに設立。
2012年7月から2014年3月まで『小悪魔ティーリと救世主!?』が刊行された。
2013年5月に『レミニセンス』が発売された。
2015年5月から『ようこそ実力至上主義の教室へ』が刊行され、2020年1月から『ようこそ実力至上主義の教室へ 2年生編』に改題し、2025年3月からはタイトルを『ようこそ実力至上主義の教室へ 3年生編』に再び改題して続刊中。
2019年7月にはゲーム『流星ワールドアクター』が発売された。

## 作品リスト

### ゲーム
- こんな娘がいたら僕はもう…!!（『AKABEiSOFT2』2006年9月29日発売）
- 暁の護衛（『AKABEiSOFT2』2008年3月27日発売）
- 暁の護衛〜プリンシパルたちの休日〜（『AKABEiSOFT2』2008年12月25日発売）
- 暁の護衛〜罪深き終末論〜（『AKABEiSOFT2』2010年4月22日発売）
- レミニセンス（『てぃ〜ぐる』2013年5月31日発売）
- レミニセンス Re:Collect（『てぃ〜ぐる』2014年6月27日発売）
- 流星ワールドアクター（『Heliodor』2019年7月26日発売）
- 流星ワールドアクター Badge & Dagger（『Heliodor』2021年6月25日発売）

### 小説
- 小悪魔ティーリと救世主!?（メディアファクトリー→KADOKAWA〈MF文庫J〉、イラスト：トモセシュンサク、全6巻）[7]
- ようこそ実力至上主義の教室へ（KADOKAWA〈MF文庫J〉、イラスト：トモセシュンサク、全14巻〈本編11巻、短編3巻〉）[11]
  - ようこそ実力至上主義の教室へ 2年生編（KADOKAWA〈MF文庫J〉、イラスト：トモセシュンサク、全15巻〈本編12巻、短編3巻〉）[12]
  - ようこそ実力至上主義の教室へ 3年生編（KADOKAWA〈MF文庫J〉、イラスト：トモセシュンサク、既存2巻〈本編2巻〉）